# Deutsches Currywurst Museum
Deutsches Currywurst Museum é um museu temático localizado em Berlim, na Alemanha. O museu aborda o tema da alimentação, principalmente a salsicha Currywurst.
Fundado em 2009 pelo empresário Martin Loewer, sua principal atração e a interatividade do prato e seus acompanhamentos, de uma das principais comidas alemã.